# Артём Жара
Артём Кечиев (род. 3 января 1984; Кисловодск, Ставропольский край, РСФСР, СССР), наиболее известен под сценическим псевдонимом Артём Жара — российский рэпер и автор песен, бывший участник культовой музыкальной Хип-хоп-группы «Песочные люди».

## Биография
Родился 3 января 1984 года в Кисловодске Ставропольского края. Позже перебрался жить и работать в Ростов-на-Дону.
После школы учился в Новороссийской морской академии, которую так и не окончил, забрав от туда документы на третьем курсе. Писал песенные текста ещё во время учёбы и решился остановиться на музыкальной сфере деятельности.
В 2012 году в интервью заявил, что надеется в дальнейшем закончить своё обучение, что на это надо много времени, а сейчас его не находит. Сообщил, что хотел бы выучиться на журналиста или что-то в этом направлении, что-то что будет расширять кругозор и экономические сферы деятельности его не интересуют.

### Песочные люди
Пришёл в коллектив рэп-группы Песочные люди в 2004 году. На тот момент в ней находился лишь основатель — Егор Псих, все участники были распущены, а сама группа перезапустила своё существование с пришедшим рэпером Артёмом Жарой. Они вместе гастролировали с 2004 года по 2012 год, затем с 2016 года по 2017 год, после долгой паузы коллектив возобновил свою деятельность в 2020 году, но продолжил своё существование без самого Артёма.

### Сольная карьера
После ухода из группы, рэпер ушёл в сольное плавание. Первый альбом был выпущен в 2011 году, который назывался «Жаз дуэт» (EP) совместный с Змеем из Касты. Второй студийный альбом вышел под одноимённым названием псевдонима «Жара» 25 февраля 2014 года на лейбле «Respect Production». Сам альбом занял 1-е место в российском iTunes Store среди множества других работ артистов. Последующий третий альбом был выпущен в 2015 году совместно с музыкантом Very Important Punk под названием «Critical» (EP). В 2016 году Артём Жара выпускает четвёртый альбом «Чёрный человек» (EP), а в 2019 году выходит пятый последний альбом «Love».

## Дискография
- 2011 — «Жаз дуэт» ft. Змей (EP)[12][13].
- 2014 — «Жара» (полноценный альбом)[14][15].
- 2015 — «Critical» ft. Very Important Punk (EP)[16][17].
- 2016 — «Чёрный человек» (EP)[18].
- 2019 — «Love» (полноценный альбом)[19].

### В составе группы

#### Песочные люди
- 2009 — «Сухое горючее»[20].
- 2011 — «Колесо — оба зрения»[21][22][23].

## Рецензии
- В 2014 году после выхода одноимённого альбома «Жара», буквально через несколько месяцев публикуется рецензия на данный альбом от музыкального критика и журналиста Алексея Мажаева на InterMedia, который был достаточно раскритикован[14].
- В 2009 году в составе группы Песочные люди был выпущен альбом «Сухое горючее», на который была выпущена рецензия в журнале Rolling Stone Russia[20].
- В 2011 году в составе группы Песочные люди был выпущен альбом «Колесо — обо зрения», на который была выпущена рецензия от Коммерсантъ Weekend в положительном ключе[21] и в отрицательном от Rap.ru[23].

## Рейтинги и чарты
- После выхода первого студийного альбома под одноимённым названием «Жара», альбом рэпера попал на 1-е место в iTunes Store[24].
- Данный альбом «Жара» занимал 27 место в России, 76 место в Украине, 100 место в Азербайджане и 103 место в Казахстане[25] на iTunes Store.
- Совместный трек рэперов Жары и Басты — «Вера в нас» попал в топ-50 лучших песен 2014 года по мнению The Flow[26].
- Альбом Жары «Love» попал в топ-50 лучших русских альбомов 2019 года по мнению издания Ридус[27].